# Тенсли, Артур
Артур Тенсли (Arthur Tansley) (15 августа 1871 — 25 ноября 1955) — британский ботаник, считается одним из первых в мире экологов.

## Биография
Родился в семье лондонского предпринимателя. Его отец, Джордж Тенсли, рано отошёл от дел. Он был увлечён идеей распространения научных знаний, поэтому остаток жизни преподавал различные науки на общественных началах. Биографы считают, что именно отец передал будущему экологу такие черты, как гуманизм, преданность делу образования и исследования окружающей среды.
Окончив обучение в Кембридже, он провёл 1901—1902 годы в тропиках Цейлона и Малайского архипелага. В 1907 году он стал лектором по ботанике в родном университете. Он основал и десятилетиями издавал три крупных ботанических журнала. В середине 1920-х годов он неожиданно покинул ботанику и несколько лет учился психоанализу у Зигмунда Фрейда. В 1927 году вернулся в науку уже в роли преподавателя Оксфордского университета.
В 1935 году в одной из публикаций он сделал важный шаг, увековечивший его имя в науке. В работе «Правильное и неправильное использование ботанических терминов» Тенсли ввел термин «экосистема». Так он обозначил совокупность организмов, обитающих в данном биотопе, которая, по его мнению, является именно системой, с её составными элементами, единой историей и со способностью к согласованному развитию.
В 1937 году Тенсли ушел на пенсию. В 1950 году получил рыцарское звание.
Артур Тенсли умер в своём имении в Грантчестери, Кембриджшир, 25 ноября 1955 года.